# クレオ・マディソン
クレオ・マディソン（英語: Cleo Madison, 1883年3月26日 - 1964年3月11日）は、アメリカ合衆国の女優、映画監督、脚本家、映画プロデューサーである。サイレント映画時代のシリアル・フィルム『ハートの3』の主演女優として知られる。

## 人物・来歴

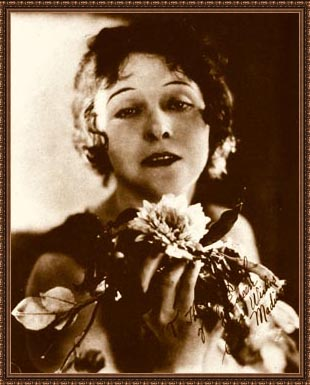
写真集 The Blue Book of the Screen （1923年）

1883年3月26日、イリノイ州ブルーミントンに生まれる。
1910年、カリフォルニア州サンタバーバラ郡サンタバーバラの演劇会社に入社、数年後、ヴォードヴィルや演劇の旅一座に加わる。1912年7月27日公開のメイム・ケルソと共演した短篇映画 The Weight of a Feather がもっとも古い映画の出演記録である。以降、ユニヴァーサル・フィルム・マニュファクチュアリング・カンパニー（現在のユニバーサル・ピクチャーズ）で短篇映画を中心に主演あるいは準主演級として出演する。
1914年、シリアル・フィルム『ハートの3』に主演、スターダムにのし上がる。同年のシリアル『マスター・キイ』にも出演、同作は日本でも大ヒットした。1915年、監督業に進出、1916年の『情不情』 まで、自らが主演する17作を監督した。同年、同社に設立された子会社・ブルーバード映画でも『空弾』、『黒蘭』に主演、それらは日本でも公開された。同年11月25日、ドン・ピークと結婚する。
1920年からはユニヴァーサルを離れ、1924年11月30日公開、ジャック・コンウェイ監督の『紺碧の下に』に脇役として出演したのを最後に、満41歳で映画界を引退した。
1964年3月11日、カリフォルニア州ロサンゼルス郡バーバンクで心筋梗塞のため死去した。満80歳没。同州グレンデールにあるグランド・ヴュー・メモリアル・パーク墓地に眠る。

## フィルモグラフィ
特筆を除きすべて出演作である。

### 1910年代
- The Weight of a Feather : 監督不明、主演メイム・ケルソ、1912年 - 初出演作
- A Business Buccaneer : 監督不明、主演トム・ムーア、1912年
- The Trap : 監督エドウィン・オーガスト、1913年 - 出演・役 Cleo
- Shadows of Life : 監督・主演フィリップス・スモーリー / ロイス・ウェバー、1913年
- His Pal's Request : 監督不明、1913年
- Captain Kidd : 監督オーティス・ターナー、主演デイヴィッド・ハートフォード、1913年
- The Heart of a Cracksman : 監督ウォーレス・リード / ウィリス・ロバーズ、1913年
- Under the Black Flag : 監督オーティス・ターナー、主演デイヴィッド・ハートフォード、1913年
- Cross Purposes : 監督ウォーレス・リード / ウィリス・ロバーズ、1913年
- The Buccaneers : 監督オーティス・ターナー、主演デイヴィッド・ハートフォード、1913年
- The Gambler's Oath : 監督・主演デイヴィッド・ハートフォード、1914年
- The Deadline : 監督・主演デイヴィッド・ハートフォード、1914年
- The Dead End : 監督・主演デイヴィッド・ハートフォード、1914年
- The Law of His Kind : 監督フランク・ロイド、主演ハーバート・ローリンソン、1914年
- Unjustly Accused : 監督・主演デイヴィッド・ハートフォード、1914年
- The Man Between : 監督不明、主演J・ウォーレン・ケリガン、1914年
- Hearts and Flowers : 監督不明、主演J・ウォーレン・ケリガン、1914年
- The Mexican's Last Raid : 監督フランク・ロイド、共演J・ファーレル・マクドナルド、1914年 - 主演
- The Acid Test : 監督不明、主演J・ウォーレン・ケリガン、1914年
- The Balance : 監督不明、主演J・ウォーレン・ケリガン、1914年
- Sealed Orders : 監督不明、主演J・ウォーレン・ケリガン、1914年
- Scooped by Cupid : 監督不明、主演J・ウォーレン・ケリガン、1914年
- The Last Supper : 監督・脚本ロリマー・ジョンストン、主演シドニー・エアーズ、1914年
- Dolores D'Arada, Lady of Sorrow : 監督不明、1914年 - 出演・役 Dolores D'Arada
- Samson : 監督J・ファーレル・マクドナルド、1914年 - 出演・役 Jamin, the Philistine
- The Hills of Silence : 監督不明、1914年 - 主演
- The Strenuous Life : 監督アレン・カーティス、主演ジョージ・ラーキン、1914年
- The Feud : 監督不明、1914年 - 主演
- The Mystery of Wickham Hall : 監督不明、脚本ベス・メレディス、1914年 - 主演
- The Great Universal Mystery : 監督アラン・ドワン、1914年 - 本人として出演
- The Severed Hand : 監督ウィルフレッド・ルーカス、脚本ベス・メレディス、1914年 - 主演
- The Love Victorious : 監督ウィルフレッド・ルーカス、脚本ベス・メレディス、1914年
- 『ハートの3』 The Trey o' Hearts : 監督ウィルフレッド・ルーカス / ヘンリー・マックレイ、脚本ベス・メレディス、1914年 - 主演・役 Rose Trine/Judith Trine
- 『マスター・キイ』 The Master Key : 監督・脚本・主演ロバート・Z・レナード、共演エラ・ホール、1914年
- 『デモン』 Damon and Pythias : 監督オーティス・ターナー、主演ウィリアム・ウォーシントン、1914年 - 出演・役 Hermion
- The Crystal : 監督不明、1915年
- The Sin of Olga Brandt : 監督ジョセフ・ド・グラス、主演ポーリン・ブッシュ、1915年
- A Woman's Debt : 監督W・T・マッカレー、1915年
- The Mystery Woman : 監督エドワード・スローマン、脚本ベス・メレディス、1915年
- Haunted Hearts : 監督W・T・マッカレー、1915年
- Their Hour : 監督不明、脚本ベス・メレディス、1915年
- Diana of Eagle Mountain : 監督W・T・マッカレー、1915年
- The Mother Instinct : 監督ウィルフレッド・ルーカス、脚本・出演ベス・メレディス、1915年
- The Human Menace : 監督ウィルフレッド・ルーカス、脚本ベス・メレディス、1915年
- The Duchess : 監督W・T・マッカレー、1915年 - 出演・役 Nora Delaney aka The Duchess of Ballyhinch
- A Wild Irish Rose : 監督チャールズ・ギブリン、1915年 - 出演・役 Rose Farley
- The Whirling Disk : 監督チャールズ・ギブリン、1915年 - 出演・役 Aida Dale
- The Faith of Her Fathers : 監督チャールズ・ギブリン、主演マードック・マックァリー、1915年 - 出演・役 Bertha Tamor
- The Dancer : 監督・主演チャールズ・ギブリン、1915年 - 出演・役 Stella
- Alias Holland Jimmy : 監督・共演ウィリアム・V・モング、1915年
- Jane's Declaration of Independence : 監督チャールズ・ギブリン、主演ホーバート・ヘンリー、1915年
- The People of the Pit : 監督チャールズ・ギブリン、1915年
- The Flight of a Night Bird : 監督チャールズ・ギブリン、1915年
- A Fiery Introduction : 監督チャールズ・ギブリン、1915年
- Extravagance : 監督チャールズ・ギブリン、1915年
- Agnes Kempler's Sacrifice : 監督・主演ホーバート・ヘンリー、1915年
- The Pine's Revenge : 監督ジョセフ・ド・グラス、1915年 - 出演・役 Grace Milton
- The Fascination of the Fleur de Lis : 監督ジョセフ・ド・グラス、脚本ベス・メレディス、1915年 - 出演・役 Lisette
- Alas and Alack : 監督ジョセフ・ド・グラス、脚本アイダ・メイ・パーク、1915年 - 出演・役 The Fisherwife and Fishermaid
- A Mother's Atonement : 監督ジョセフ・ド・グラス、脚本アイダ・メイ・パーク、1915年 - 出演・役 Alice/Jen Morrison
- Liquid Dynamite : 脚本オルガ・プリンツロー、1915年 - 監督・主演（初監督作）
- The Ring of Destiny : 脚本オルガ・プリンツロー、1915年 - 監督・主演
- The Power of Fascination : 1915年 - 監督・主演
- Eleanor's Catch : 脚本ウィリアム・V・モング、1916年 - プロデューサー・監督・主演・役 Eleanor McGrady
- His Return : 主演ジャック・プライス、1916年 - 監督・出演
- Her Defiance : 共同監督ジョー・キング、1916年 - 監督・主演・役 Adeline Gabler
- A Soul Enslaved : 脚本オルガ・プリンツロー、1916年 - 監督・主演・役 Jane
- Her Bitter Cup : 共同監督ジョー・キング、共同脚本キャスリーン・ケリガン、1916年 - プロデューサー・脚本・監督・主演・役 Rethna
- Virginia : 1916年 - プロデューサー・監督・主演
- The Cad : 監督・主演ベン・F・ウィルソン、1916年
- Alias Jane Jones : 脚本・共演ウィリアム・V・モング、1916年 - プロデューサー・監督・主演
- When the Wolf Howls : 脚本・共演ウィリアム・V・モング、1916年 - プロデューサー・監督・主演
- A Dead Yesterday : 監督チャールズ・ギブリン、主演ホーバート・ヘンリー、1916年
- The Crimson Yoke : 共同監督ウィリアム・V・モング、1916年 - 監督・主演
- Priscilla's Prisoner : 1916年 - 監督・主演
- Cross Purposes : 監督ウィリアム・ウォーシントン、脚本ベス・メレディス、1916年
- The Girl in Lower 9 : 共同監督・共演ウィリアム・V・モング、1916年 - 監督・主演
- Along the Malibu : 共同監督・共演ウィリアム・V・モング、1916年 - 監督・主演
- Triumph of Truth : 1916年 - 監督・主演
- 『情不情』 To Another Woman : 共演ウィリアム・V・モング、1916年 - 監督・主演（監督最終作）
- 『空弾』 The Chalice of Sorrow : 監督・脚本レックス・イングラム、1916年 - 主演・役 Lorelei
- 『黒蘭』 Black Orchids : 監督・脚本レックス・イングラム、1917年 - 原作・主演・役 Marie de Severac/Zoraida
- The Girl Who Lost : 監督ジョージ・コクレン、脚本ベス・メレディス、1917年
- The Sorceress : 監督不明、共演ハーバート・ローリンソン、1917年
- 『蜘蛛の巣』 The Web : 監督ジョージ・コクレン、1917年
- The Woman Who Would Not Pay : 監督ルス・アン・ボールドウィン、1917年
- The Flame of the West : 監督ウィリアム・V・モング、1918年
- 『続篇ターザン』 The Romance of Tarzan : 監督ウィルフレッド・ルーカス、脚本ベス・メレディス、主演エルモ・リンカーン、1918年 - 出演・役 The Other Woman
- Girl from Nowhere : 監督・原作・共演ウィルフレッド・ルーカス、原作ベス・メレディス、1919年 - 主演・役 Gal
- 『ラヂウムの大秘密』 The Great Radium Mystery : 監督ロバート・ブロードベル / ロバート・F・ヒル、1919年 - 主演・役 Countess Nada

### 1920年代
- 『再生の曙光』 The Price of Redemption : 監督ダラス・M・フィッツジェラルド、主演バート・ライテル、1920年 - 出演・役 Anne Steel
- 『若人よ純なれ』 The Lure of Youth : 監督フィル・ローゼン、1921年 - 主演・役 Florentine Fair
- 『女よ幸あれ』 Ladies Must Live : 監督ジョージ・ローン・タッカー、主演ロバート・エリス、1921年 - 出演・役 Mrs. Lincourt
- 『女性の悩み』 A Woman's Woman : 監督チャールズ・ギブリン、主演メアリー・アルデン、1922年 - 出演・役 Iris Starr
- 『良人の危険時代』 The Dangerous Age : 監督ジョン・M・スタール、主演ルイス・ストーン、1923年 - 出演・役 Mary Emerson
- Souls in Bondage : 監督ウィリアム・H・クリフォード、主演パット・オマリー、1923年 - 出演・役 The Chameleon
- Gold Madness : 監督ロバート・ソーンビー、主演ガイ・ベイツ・ポスト、1923年 - 出演・役 Olga McGee
- Discontented Husbands : 監督エドワード・ルセイント、主演ジェームズ・カークウッド、1924年 - 出演・役 Jane Frazer
- 『子守歌』 The Lullaby : 監督チェスター・ベネット、主演ジェーン・ノヴァク、1924年 - 出演・役 Mrs. Marvin
- True As Steel : 監督ルパート・ヒューズ、主演アイリーン・プリングル、1924年 - 出演・役 Mrs. Parry
- 『熱血の復讐』 Unseen Hands : 監督ジャック・ジャッカード、主演ウォーレス・ビアリー、1924年 - 出演・役 Mataoka
- 『紺碧の下に』 The Roughneck : 監督ジャック・コンウェイ、主演ジョージ・オブライエン、1924年 - 出演・役 Anne Delaney

## 関連事項
- シリアル・フィルム （en:Serial film, 連続活劇はその一部）
- ブルーミントン (イリノイ州) （en:Bloomington, Illinois）
- グランド・ヴュー・メモリアル・パーク墓地 （en:Grand View Memorial Park Cemetery）

## 註
1. 1 2 3 4 5 6 7 8 9 10 11 12 13  Cleo Madison, Internet Movie Database （英語）, 2010年5月26日閲覧。
2. ↑  『ブルーバード映画の記録』 : 製作・著・発行山中十志雄・塚田嘉信、1984年4月、p.60-63.
3. ↑  Cleo Madison, Find A Grave （英語）, 2010年5月26日閲覧。